# Željko Marković
Željko Marković (* 20. Februar 1889 in Požega; † 23. August 1974 in Opatija, Kroatien) war ein jugoslawischer bzw. kroatischer Mathematiker, der sich mit Analysis befasste.

## Leben
Marković besuchte das Gymnasium in Požega. Von 1907 bis 1911 studierte er Mathematik und Astronomie an der Universität Zagreb, an der Karls-Universität in Prag und an der Georg-August-Universität Göttingen. Von 1912 bis 1913 setzte er sein Studium an der Universität von Paris fort.
1912 absolvierte er die Lehramtsprüfung und lehrte von 1913 bis 1919 an einer Mittel-Schule in Zagreb. Ab 1919 übernahm er zusätzlich Lehraufträge für Mathematik an der Technischen Hochschule in Zagreb.
Marković promovierte 1915 an der Universität Zagreb mit einer Arbeit zum Thema O primjeni linearnih integralnih jednačaba na rješavanje jednačaba diferencijalnih (deutsch: Zur Anwendung der Theorie linearer Integralgleichungen auf die Lösung von Differentialgleichungen) bei Vladimir Varićak. 1918 habilitierte er sich mit einer Arbeit zum Thema Novija istraživanja u problemu tri tijela (deutsch: Neue Ansätze zum Dreikörperproblem) und wurde Dozent.
1920 wurde er außerordentlicher Professor und 1921 ordentlicher Professor an der Technischen Hochschule Zagreb. Ab 1925 war er Leiter der Abteilung für Angewandte Mathematik der Technischen Hochschule. 1950 wurde Marković zum Präsidenten des neu gegründeten Institut Ruđer Bošković berufen. Von 1949 bis zu seiner Emeritierung 1962 war er ordentlicher Professor an der Mathematisch-Naturwissenschaftlichen Fakultät. An der Universität Zagreb gehörten Zlatko Janković (* 27. September 1916; † 12. Dezember 1987), Svetozar Kurepa und Sibe Mardešić (* 20. Juni 1927; † 18. Juni 2016) zu Markovićs Schülern.

## Ämter
Marković war von 1921 bis 1922 Dekan der Technischen Hochschule Zagreb und von 1930 bis 1931 Dekan der Technischen Fakultät. Von 1945 bis 1946 war er erster Leiter der Mathematisch-Physikalischen Sektion der Kroatischen Naturwissenschaftlichen Gesellschaft. Seit 1949 leitete er das Institut für Angewandte Mathematik der Naturwissenschaftlichen Fakultät und war von 1947 bis 1966 Sekretär des Instituts für Mathematische, Physikalische und Technische Wissenschaften. Von 1954 bis 1955 war er Rektor der Universität Zagreb und von 1957 bis 1958 Dekan der Naturwissenschaftlichen Fakultät.

## Forschungsinteressen
Marković forschte auf dem Gebiet der Analysis und ihrer Anwendung. Er untersuchte lineare Differential- und Integralgleichungen. Er bewies, dass die Mathieusche Differentialgleichung nicht zwei linear unabhängige periodische Lösungen haben kann. Er beschäftigte sich mit der Himmelsmechanik, insbesondere mit dem Dreikörperproblem.
Marković beschäftigte sich mit der antiken griechischen Mathematik und mathematischen Philosophie. Er betrachtete die mathematischen Ideen von Platon: die Maßtheorie, die Theorie der Eins und der unbestimmten Zwei. Er untersuchte die Ideen von Aristoteles und sein Verständnis der Unendlichkeit.
Marković veröffentlichte mehrere Schriften über das Leben und Werk von Rugjer Josip Bošković. Auf seine Initiative hin wurde der Almanach Bošković erneuert. Er gehörte zu den Gründern des Ruđer-Bošković-Gedächtnis-Museums auf der Insel Lokrum. Dieses wurde 1958 eröffnet. 1958 und 1981 organisierte er internationale Symposien über Bošković in Dubrovnik.
Als 1960 das Institut für die Geschichte der Naturwissenschaften, Mathematik und Medizin der Jugoslawischen Akademie der Wissenschaften und Künste (kurz: JAZU = Jugoslavenska Akademija Znanosti i Umjetnosti; deutsch: Jugoslawische Akademie der Wissenschaften und Künste) entstand, gehörte Marković zu seinen Gründern.

## Preise und Anerkennungen
Marković erhielt 1949 den Staatspreis der Sozialistischen Föderativen Republik Jugoslawien und 1968 den Preis für sein Lebenswerk. 1915 wurde Marković zum Mitarbeiter des mathematisch-naturwissenschaftlichen Rates der JAZU gewählt. 1928 wurde er korrespondierendes Mitglied und 1931 Mitglied der JAZU. Seit 1960 war er Mitglied der Akademie für Wissenschaftsgeschichte in Paris.

## Veröffentlichungen (Auswahl)
- Ruđe Bošković, Zagreb, Jugoslavenska akademija znanosti i umjetnosti, 1968–69
- R. J. Bošković et la théorie de la figure de la Terre: Conférence donnée au Palais de la découverte, le 5 novembre 1960, herausgegeben von Bernard Grisard, als E-Book, FeniXX réédition numérique (Palais de la découverte), 1961
- Uvod u višu analizu (Einführung in die höhere Analysis), Zagreb: Nakladni zavod Hrvatske, 1946
- Matematika u Platona i Aristotela, 1938